# Arigevarigutta, Bagepalli
Arigevarigutta là một làng thuộc tehsil Bagepalli, huyện Kolar, bang Karnataka, Ấn Độ.